# Max Hoelz (Dokumentarfilm)
Max Hoelz ist ein DEFA-Dokumentarfilm von Günter Jordan und setzt sich mit dem Leben und den Todesumständen des deutschen Kommunisten Max Hoelz auseinander. Die Erstaufführung fand am 20. Oktober 1989 statt.

## Handlung
Der Film besteht zu großen Teilen aus historischem Filmmaterial sowohl aus Deutschland als auch der UdSSR der 1920er/30er Jahre. Außerdem werden historische Tonaufnahmen von Hoelz verwandt, die auf Schallplatten erhalten geblieben sind. Außerdem verwandte Jordan farbige Interviewaufnahmen von Hoelz’ dritter Ehefrau Ariadna („Ada“) Gelz-Tur, geb. Pugowko, die Deutsch spricht und leise Zweifel an der offiziellen Version von Hoelz’ Tod äußert, nach der Hoelz in der Oka bei einem Badeunfall ertrunken sei. Die Aufnahmen entstanden nach Dezember 1987 in Moskau. Zum Schluss zeigt Jordan das bis dahin erhalten gebliebene Grab von Hoelz.

## Rezeption
Offenbar wurde der Film nie im DFF ausgestrahlt. Eine Filmkopie befindet sich in der Mediathek der Carl von Ossietzky Universität Oldenburg.

## Kritik
Detlef Friedrich von der  Berliner Zeitung  empfand den Film als herausragend und informativ, es wurden viele brisante Fakten (auch neue!) gewissenhaft zusammengetragen. Er bescheinigt dem Dokumentaristen Jordan, dass er ein bescheidener, fleißiger, akribischer Arbeiter ist, der aus beschäftigter Stille nur auftaucht, wenn er Wesentliches mitzuteilen hat. Diesmal ist es fast eine Sensation.

## Überlieferung
Der Film ist als Bonusmaterial auf der DVD von Wolz – Leben und Verklärung eines deutschen Anarchisten von 2012 ediert. In dem beiliegenden Booklet finden sich Informationen zur Produktion des Films.